# Стратегија швраке (ТВ серија)
„Стратегија швраке” је југословенска телевизијска серија снимљена 1990. године у продукцији ТВ Сарајево.

## Улоге
| Глумац                 | Улога |
| ---------------------- | ----- |
| Предраг Лаковић        |       |
| Звонко Лепетић         |       |
| Радмила Живковић       |       |
| Боро Стјепановић       |       |
| Бранко Цвејић          |       |
| Нада Ђуревска          |       |
| Давор Дујмовић         |       |
| Сукрана Гусани         |       |
| Фахрудин Ахметбеговић  |       |
| Здравко Биоградлија    |       |
| Божидар Буњевац        |       |
| Адмир Гламочак         |       |
| Ранко Гучевац          |       |
| Татјана Кецојевић      |       |
| Жан Маролт             |       |
| Заим Музаферија        |       |
| Жељко Нинчић           |       |
| Бећир Ровчанин         |       |
| Семка Соколовић Берток |       |
| Слободан Велимировић   |       |

Комплетна ТВ екипа ▼
| Редитељ              | Златко Лаванић     |
| Сценариста           | Емир Кустурица     |
| Сценариста           | Младен Матерић     |
| Композитор           | Младен Вранешевић  |
| Композитор           | Предраг Вранешевић |
| Директор фотографије | Данијел Шукало     |
| Монтажер             | Владимир Сарић     |